# Xã Richfield, Quận Lucas, Ohio
Xã Richfield (tiếng Anh: Richfield Township) là một xã thuộc quận Lucas, tiểu bang Ohio, Hoa Kỳ. Năm 2010, dân số của xã này là 1.598 người.